# Norbert Buchmacher
Norbert Buchmacher ist eine deutsche Band, die um 2015 gegründet wurde. 

## Geschichte
Der namensgebende Sänger Norbert Buchmacher, dessen richtiger Name Daniel Kramer lautet, war laut Angaben auf der eigenen Band-Website über zwei Jahrzehnte als Roadie für Punk- und Hardcore-Bands auf Tour, bevor er zwischenzeitlich seine eigene Hardcore-Band „one on one“ gründete, nach deren Auflösung wieder als Roadie tätig war und dann mit „Norbert Buchmacher“ einen neuerlichen Anlauf wagte. Im Sommer 2016 wurde Buchmacher beim Rio Reiser Songpreis ausgezeichnet. Drei Jahre später erschien 2019 das mit Philipp Kaiser (Gitarre), MAC (Bass), Friederich Matuschczyk (Schlagzeug) und Alan Kassab (Piano) eingespielte Debütalbum Habitat einer Freiheit bei End Hits Records.

## Stil
Wolfram Hanke vom Ox-Fanzine bezeichnete den Stil als „melancholischen Pop“, der Erinnerungen an Jupiter Jones, Unheilig und an den jungen Herbert Grönemeyer wecke.

## Diskografie
- 2019: Untitled (Promo-EP, End Hits Records)
- 2019: Habitat einer Freiheit (Album, End Hits Records)
- 2025: Rubikon (EP)